# 樂將鉏
樂將鉏（?—?），子姓，樂氏，中国春秋时期宋国人，乐父衎的后裔。
前575年（鲁成公十六年、宋平公元年、郑成公十年）夏四月，郑国的子罕进攻宋国，宋国樂将鉏、樂懼在汋陂打败了子罕。宋军退兵，驻扎在夫渠，仗恃打了胜仗而不加戒备。郑军伏兵袭击，在汋陵打败了宋军，俘虏了将鉏、乐惧。